# カスパル・ミュラー
カスパル・ミュラー（Caspal Müller、1835年 - 没年不詳）は、明治時代にお雇い外国人として来日したスイスの技術者、実業家である。

## 経歴・人物
シイベル・ブレンワルド商会（現在のシイベルヘグナー・エンド・カンパニー、DKSH）に勤務中の1870年（明治3年）に前橋藩士であった速水堅曹に招聘された。
後に同藩経営の前橋製糸場の開業に携わり、小野組経営の築地製糸場の開業にも携わった。また、西洋式特にイタリアの製糸技術を伝える等、日本における製糸技術の西洋化に貢献した。1874年（明治7年）に任期満了となり、帰国した。